# Achigvara
Achigvara hay Achguara (tiếng Abkhaz: Аҽгәара; tiếng Gruzia: აჩიგვარა) là một làng thuộc huyện Ochamchira của Abkhazia, Gruzia. Cuộc điều tra dân số Abkhazia năm 2011 ghi nhận dân số của làng là 1.032 người.

## Lịch sử
Ngày 12 tháng 5 năm 2008, Cộng hòa Abkhazia tuyên bố đã bắn hạ một chiếc UAV Hermes 450 của Gruzia trên bầu trời ngôi làng, mặc dù Gruzia phủ nhận tuyên bố này.

## Dân số
Số nhân khẩu của làng là 1.032 người theo cuộc điều tra dân số năm 2011. Thành phần dân cư gồm có 74 người Abkhaz, 22 người Armenia, 833 người Gruzia, 25 người Mingrelia, 1 người Hy Lạp, 39 người Nga, 13 người Ukraina và 26 người sắc tộc khác.